# Маренго (округ, Алабама)
Шаблон:StateAbbr_ 32°14′31″ пн. ш. 87°47′22″ зх. д. / 32.241944444444° пн. ш. 87.789444444444° зх. д.
Маренго (англ. Marengo County) — округ (графство) у штаті Алабама. Ідентифікатор округу 01091.

## Історія
Округ Маренго, названий на честь боя Наполеона проти австрійців у села Маренго 14 червня 1800 року, був сформований в лютому 1818 року.

## Демографія
За даними перепису
2000 року
загальне населення округу становило 22539 осіб, зокрема міського населення було 6576, а сільського — 15963.
Серед мешканців округу чоловіків було 10569, а жінок — 11970. В окрузі було 8767 домогосподарств, 6280 родин, які мешкали в 10127 будинках.
Середній розмір родини становив 3,08.
Віковий розподіл населення поданий у таблиці:
| Стать    | До 15 років | 15-21 | 22-29 | 30-39 | 40-49 | 50-65 | 65-85 | Понад 85 |
| -------- | ----------- | ----- | ----- | ----- | ----- | ----- | ----- | -------- |
| Чоловіки | 2739        | 1128  | 915   | 1298  | 1502  | 1703  | 1166  | 118      |
| Жінки    | 2539        | 1138  | 1073  | 1607  | 1692  | 1918  | 1673  | 330      |

## Суміжні округи
- Гейл — північ
- Перрі — північний схід
- Даллас — схід
- Вілкокс — південний схід
- Кларк — південь
- Чокто — південний захід
- Самтер — північний захід
- Грін (північ-північний захід)

## Виноски
1. ↑  [Архівовано 21 липня 2011 у Wayback Machine.] Історія Демополіса
2. ↑  U.S. Decennial Census. United States Census Bureau. Архів оригіналу за 4 квітня 2018. Процитовано 22 серпня 2015.
3. ↑  Historical Census Browser. University of Virginia Library. Архів оригіналу за 11 серпня 2012. Процитовано 22 серпня 2015.
4. ↑  Forstall, Richard L., ред. (24 березня 1995). Population of Counties by Decennial Census: 1900 to 1990. United States Census Bureau. Архів оригіналу за 24 вересня 2015. Процитовано 22 серпня 2015.
5. ↑  Census 2000 PHC-T-4. Ranking Tables for Counties: 1990 and 2000 (PDF). United States Census Bureau. 2 квітня 2001. Архів оригіналу (PDF) за 18 грудня 2014. Процитовано 22 серпня 2015.
6. ↑  State & County QuickFacts. United States Census Bureau. Архів оригіналу за 6 червня 2011. Процитовано 16 травня 2014.(англ.) Наведено за англійською вікіпедією.
7. ↑  American FactFinder. Бюро перепису населення США. Архів оригіналу за 26 лютого 2012. Процитовано 31 січня 2008.